# Elecciones generales de Zambia de 2016
Las elecciones generales de Zambia de 2016 se realizaron el 11 de agosto del mismo año, donde se escogió Presidente de la República y se renovaron los miembros de la Asamblea Nacional. Un referéndum constitucional se llevó a cabo en paralelo con las elecciones, con las propuestas de modificación de la carta de derechos y el artículo 79.

## Antecedentes
Las elecciones generales anteriores en el 2011 resultaron en una victoria del Frente Patriótico (PF), cuyo candidato, Michael Sata, fue elegido Presidente, con el PF ganando 61 de los 150 escaños de la Asamblea Nacional. Tras la muerte de Sata en octubre de 2014, se realizaron elecciones presidenciales anticipadas para elegir un sucesor para completar el resto de su mandato de cinco años, y el candidato del PF, Edgar Lungu, fue elegido. Lungu superó a Hakainde Hichilema del Partido Unido para el Desarrollo Nacional (UPND) por apenas 27.757 votos, sin embargo la oposición no aceptó los resultados.

## Sistema electoral
Aunque anteriormente el presidente había sido elegido en una sola ronda de votación por el sistema de una sola ronda, en 2015 la Asamblea Nacional aprobó el cambio en la constitución para cambiar a un sistema de dos vueltas. El cambio constitucional también introdujo el concepto de compañeros de fórmula; y anteriormente, el vicepresidente era nombrado después de las elecciones. El compañero de fórmula, siendo ahora un miembro elegido, puede asumir el cargo directamente si el presidente se considera incapaz de gobernar.
De los 159 miembros de la Asamblea Nacional, 150 son elegidos por el sistema de una ronda en circunscripciones uninominales, con los otros ocho designados por el presidente y un Portavoz elegido fuera de la Asamblea Nacional.

## Conducta
Ambos grupos intercambiaron acusaciones de incitar a la violencia con fines políticos; el gobernante PF acusó al UPND de incitar a violencia innecesaria, y llevar a cabo una "Operación Sandía" para crear tensión en el país. En respuesta, el UPND acusó al Frente Patriótico de politizar las entidades estatales en contra de ellos.

### Suspensión del diarioThe Post
Protestas violentas ocurrieron en Lusaka después de que el gobierno tomó la decisión de suspender las operaciones del periódico The Post (uno de los pocos periódicos independientes en el país) el 10 de junio. Como resultado de la violencia, la Comisión Electoral suspendió las campañas en Lusaka y Namwala durante diez días, y la suspensión del periódico se levantó el 18 de julio.

### Arresto de miembros de la oposición
El 20 de julio Geoffrey Bwalya Mwamba, vicepresidente de la UPND, fue detenido junto con varios funcionarios del partido con la acusación de que estaban tratando de iniciar una milicia privada. La policía allanó su casa y encontró bombas de gasolina, machetes y lanzas. La oposición negó las acusaciones alegando de que allí se plantaron las armas después de la detención. La policía allanó la casa después de que presuntos vándalos de carteles políticos se escondieran en la casa. Un total de 28 personas fueron arrestadas en la redada.

## Resultados electorales

### Presidenciales
|  | 50.35 % |

|  | 47.63 % |

|  | 0.65 % |

|  | 0.43 % |

|  | 0.26 % |

|  | 0.25 % |

|  | 0.24 % |

|  | 0.12 % |

|  | 0.06 % |

|  | 100.00 % |

### Asamblea Nacional
| Partido                                       | Votos     | Votos   | Escaños | Escaños |
| Partido                                       |           | %       |         | +/−     |
| --------------------------------------------- | --------- | ------- | ------- | ------- |
| Frente Patriótico                             | 1 537 946 | 42,01 % | 80      | +20     |
| Partido Unido para el Desarrollo Nacional     | 1 525 049 | 41,66 % | 58      | +30     |
| Movimiento por una Democracia Multipartidaria | 99 356    | 2,71 %  | 3       | -52     |
| Foro para la Democracia y el Desarrollo       | 79 489    | 2,17 %  | 1       | =       |
| Partido Arcoiris                              | 34 906    | 0,95 %  | 0       | Nuevo   |
| Partido Restauración Nacional                 | 10 887    | 0,30 %  | 0       | -       |
| Alianza por la Democracia y el Desarrollo     | 8 269     | 0,23 %  | 0       | -       |
| Frente Democrático Unido                      | 7.643     | 0,21 %  | 0       | Nuevo   |
| Partido Unido de la Independencia Nacional    | 7.253     | 0,20 %  | 0       | -       |
| Partido Progresista Dorado                    | 1.461     | 0,04 %  | 0       | Nuevo   |
| Partido Revolucionario Radical                | 831       | 0,02 %  | 0       | Nuevo   |
| Partido Verde de Zambia                       | 407       | 0,01 %  | 0       | Nuevo   |
| Partido Unido Progresista                     | 333       | 0,01 %  | 0       | Nuevo   |
| Independientes                                | 347 005   | 9,48 %  | 14      | +11     |
| Votos nulos                                   | 92 044    | -       | -       | -       |
| Total                                         | 3,752,879 | 100%    | 156     |         |
| Fuente                                        | ECA       |         |         |         |

## Reacciones
Militantes del PF salieron a la calle para celebrar la victoria de Lungu, mientras que al mismo tiempo disturbios tuvieron lugar en la mayor parte del país. El UPND rechazó los resultados, diciendo que la comisión electoral había negociado con el PF para manipular el resultado a favor de Lungu. El UPND llenó una petición a la corte constitucional sobre el recuento de votos en Lusaka ya que, según ellos, las mayores irregularidades se registraron en esta ciudad.